# (2952) Lilliputia
(2952) Lilliputia (1979 SF2; 1965 UL; 1974 HK3) ist ein ungefähr sechs Kilometer großer Asteroid des inneren Hauptgürtels, der am 22. September 1979 vom russischen (damals: Sowjetunion) Astronomen Nikolai Stepanowitsch Tschernych am Krim-Observatorium (Zweigstelle Nautschnyj) auf der Halbinsel Krim (IAU-Code 095) entdeckt wurde.

## Benennung
(2952) Lilliputia wurde nach der fiktiven Insel Liliput aus dem Roman Gullivers Reisen des Schriftstellers Jonathan Swift (1667–1745) aus dem Königreich Irland benannt. Der Name wurde gewählt, weil der Asteroid einer der kleinsten am Krim-Observatorium entdeckten ist.